# Papkeszi
Papkeszi község Veszprém vármegyében, a Balatonalmádi járásban.

## Fekvése
Veszprémtől keletre fekvő település, a Berhida és Balatonkenese közötti közút mentén helyezkedik el. Berhidától 5 kilométerre fekszik. Központján a 7215-ös út halad végig, mely a Balatonfűzfő és Balatonkenese között húzódó 7213-as és a 7202-es út berhidai szakaszát köti össze; áthalad a település külterületén még a 710-es főút is.

## Története
Papkeszi határában az 1950-60-as években talált őskori és ókori leletanyagok tanúsága szerint igen korai település. Papkeszi nevét úgy kapta, hogy a honfoglalás után a Keszi törzshöz tartozók telepedtek itt meg, róluk nyerte a helységnév „keszi” utótagját, a „Pap” előtag első birtokosára, a veszprémi káptalanra utal. Hivatalos oklevelekben először 1082-ben tűnt fel Kezy néven, a XV. század második felében már Kezy, 1488-ban már Papkezy a neve a településnek.
Papkeszi külterületi lakott helyei: Alsómáma és Felsőmáma: Felső-major, Rostáspuszta, Sári puszta és Táborhegy, Mámatető.
A XVI. században lakói sokat szenvedtek a török hadak csapásaitól. 1531-ben portáinak 47%-át égették fel. 1545-től robottal a várpalotai várnak tartozott, hódoltsági adót pedig 1550-től fizetett. A súlyos harcok és a növekvő szolgáltatási kötelezettségek miatt a lakossága erősen megfogyatkozott, mert lakói nem tudták a sok robotot, jogtalan bírságot fizetni. 1559-ben Thury György arra kérte a királyt, hogy íródeákjának, Alistáli Mártonnak adományozza Papkeszi és Vinyola falvakat. 1596-ban már, mint pusztát írták össze.
Népességének megélhetési forrása a földművelés volt. A török idők alatt sok papi birtok világi kézre szállt, így Papkeszi is a Zichy grófok birtokába ment át, s abban is maradt a jobbágyság felszabadításáig.
A református egyház keletkezésének éve: 1597. A székesfehérvári török bég engedélyezte 1650-ben református lelkészi lakás építése céljából két kőművesnek (Osvald és Taytli) Tihany városából Papkeszire utazását. A 15 éves háború után visszatért ugyan ide néhány jobbágy, de a falu népessége csak az 1650-es évekre tudott némileg megerősödni.
A Zichy család 1755-ben, majd 1760-ban szerződést kötött a jobbágyokkal, amelyben kötelezte a község asszonyait, hogy Palota várába járjanak mosni, rostálni, fonni és tollat fosztani. Az úrbéri terhek 1720-tól súlyosan nehezedtek a lakókra, mígnem 1774-ben újabb szerződés született a falu népe és az uraság között, de a fuvar csökkentéséért tovább tartott a harc. A Séden és a Bándi-patakon három vízimalom állt, melyek egyike a falué volt.
A XIX. században a mezőgazdasági lakosság több mint fele agrárproletárként tengette életét. A község fejlődése abban az időben lassú és egyenlőtlen volt: 1829-ben 673 lakost, az 1869-es népszámláláskor 713 lakost, az 1900-as népszámláláskor pedig 925 lakost írtak össze. 1920-ban csak 903 lakosa volt a községnek, de 1935-ben már ismét 900-nál többen lakták. A falu fejlődését itt is az ipartelepek beindulása indította el. 1936-ban létesült a Colorchémia gyár, majd az ott dolgozó munkásság elhelyezésére lakótelep épült. Mai neve Colorchemia lakótelep, lakossága valamivel háromszáz fő alatt van. (1941-ben meghaladta a 300 főt az ipari keresők száma).
A második világháború befejezése után felosztották a nagybirtokokat az egykori cselédek, nincstelenek és kisparasztok között. A földreform idején minden cseléd házhelyet kapott. Ezek beépítésével kétszeresére nőtt a község. Fejlődése a mezőgazdaság átszervezése után meggyorsult. A volt Levente otthont építették át Kultúrházzá. Nyolctantermes iskola épült, klubkönyvtárat hoztak létre 1963-ban. 1964-ben 3 millió forint beruházással törpe vízművet létesítettek. A vízmű feladata a Colorchemia gyártelep technológiai és tűzivízzel való ellátása volt. A vízművet 2004-ben automatizálták, azonban napjainkban nem üzemel, mivel az ipartelepen megszűnt mindenféle gazdasági termelő tevékenység.
Építettek: 3 pedagóguslakást, új üzletházat nyitott Berhida és Vidéke Áfész 1969-ben. Orvosi rendelőt építettek. Két forgalmas vegyesbolt, presszó, büfé állt a lakók rendelkezésére. 1983-ban 225 diák tanult az általános iskolában.
1959. március 1-jén alakult termelőszövetkezet Egyetértés Tsz. néven Papkeszin, amelyhez 1962. január 1-jén csatlakoztak a vilonyai és királyszentistváni termelőszövetkezetek. Az egyesített nagyüzem 1968. január 1-jén egyesült a balatonkenesei, majd a litéri szövetkezettel. Közben megmaradt a papkeszi szövetkezettől örökölt név.
Az iskola 1991-ben tornateremmel és 3 szaktanteremmel bővült. A tornatermet a tanulók mellett szívesen használják a fiatalok is.
A nyolcosztályos általános iskolájában 186 fő tanul, az intézet 1992-ben vette fel a Bocskai István nevet, azóta rendszeresek a Bocskai-napok. A könyvtár az anyaközségben és a Colorchemia lakótelepen található. A Bocskay István Általános Iskolát 2008-ban az önkormányzat megszüntette. A református egyházközség, mint fenntartó, szinte változatlan személyi- és technikai feltételekkel megalapította és működteti a Bocskay István Református Általános Iskolát, az önkormányzattal együttműködve.

## Közélete

### Polgármesterei
- 1990–1994: Csete Kálmán (független)[4]
- 1994–1998: Ifj. Csete Kálmán (független)[5]
- 1998–2002: Ifj. Csete Kálmán (független)[6]
- 2002–2006: Horváth Gyula (független)[7]
- 2006–2008: Csete Kálmán (független)[8]
- 2008–2010: Ráczkevi Lajos (független)[9]
- 2010–2014: Ráczkevi Lajos (független)[10]
- 2014–2019: Ráczkevi Lajos (független)[11]
- 2019–2024: Ráczkevi Lajos (független)[12]
- 2024– : Ráczkevi Lajos (független)[1]

A településen 2008. május 18-án időközi polgármester-választást (és képviselő-testületi választást) tartottak, az előző képviselő-testület önfeloszlatása miatt. A választás meglehetősen nagy számú, összesen hét polgármesterjelöltje között feltehetőleg a hivatalban lévő településvezető is elindult [bár a családneve a 2008-as választási dokumentumokban egy betű eltéréssel, Cseke formában szerepel], de 9,7 %-os eredményével csak az ötödik helyet érte el.

## Népesség
A település népességének változása:
| Lakosok száma | 1526 | 1514 | 1503 | 1443 | 1466 | 1470 | 1451 |
|               | 2013 | 2014 | 2015 | 2021 | 2022 | 2023 | 2024 |

A 2011-es népszámlálás során a lakosok 88,3%-a magyarnak, 1,5% cigánynak, 0,4% németnek, 0,2% szerbnek mondta magát (11,5% nem nyilatkozott; a kettős identitások miatt a végösszeg nagyobb lehet 100%-nál). A vallási megoszlás a következő volt: római katolikus 30,7%, református 22,3%, evangélikus 0,1%, görögkatolikus 0,2%, felekezeten kívüli 18% (27,4% nem nyilatkozott).
2022-ben a lakosság 90,5%-a vallotta magát magyarnak, 1% németnek, 0,5% cigánynak, 0,1-0,1% lengyelnek, románnak, bolgárnak, ukránnak és szlováknak, 1,7% egyéb, nem hazai nemzetiségűnek (9,4% nem nyilatkozott; a kettős identitások miatt a végösszeg nagyobb lehet 100%-nál). Vallásuk szerint 17,1% volt római katolikus, 14,5% református, 0,3% evangélikus, 0,1% görög katolikus, 1,3% egyéb keresztény, 0,4% egyéb katolikus, 20,3% felekezeten kívüli (45,8% nem válaszolt).

## Nevezetességei
- Kalaposvár – feltételezett várhely egy, a település központjától jó 1 kilométernyire keletre kiemelkedő, kisebb magaslaton, a felszínen látható falmaradványok nélkül.
- Sáripusztai kápolna – A temetkezési helyül is szolgáló kápolnát valószínűleg az 1980-as években bontották le. Keresztje és harangja most Papkeszi katolikus imaházában szolgál. Nagyon szép, díszes kápolna volt, a Rostás család idősebb tagjai voltak benne eltemetve. A háború alatt az Oroszok feltörték a sírokat, a kápolna még sokáig megvolt, jártak oda misézni is, de elkezdett romlani a teteje, és amikor a tető teljesen tönkrement, lebontatták a kápolnát.

## Képgaléria

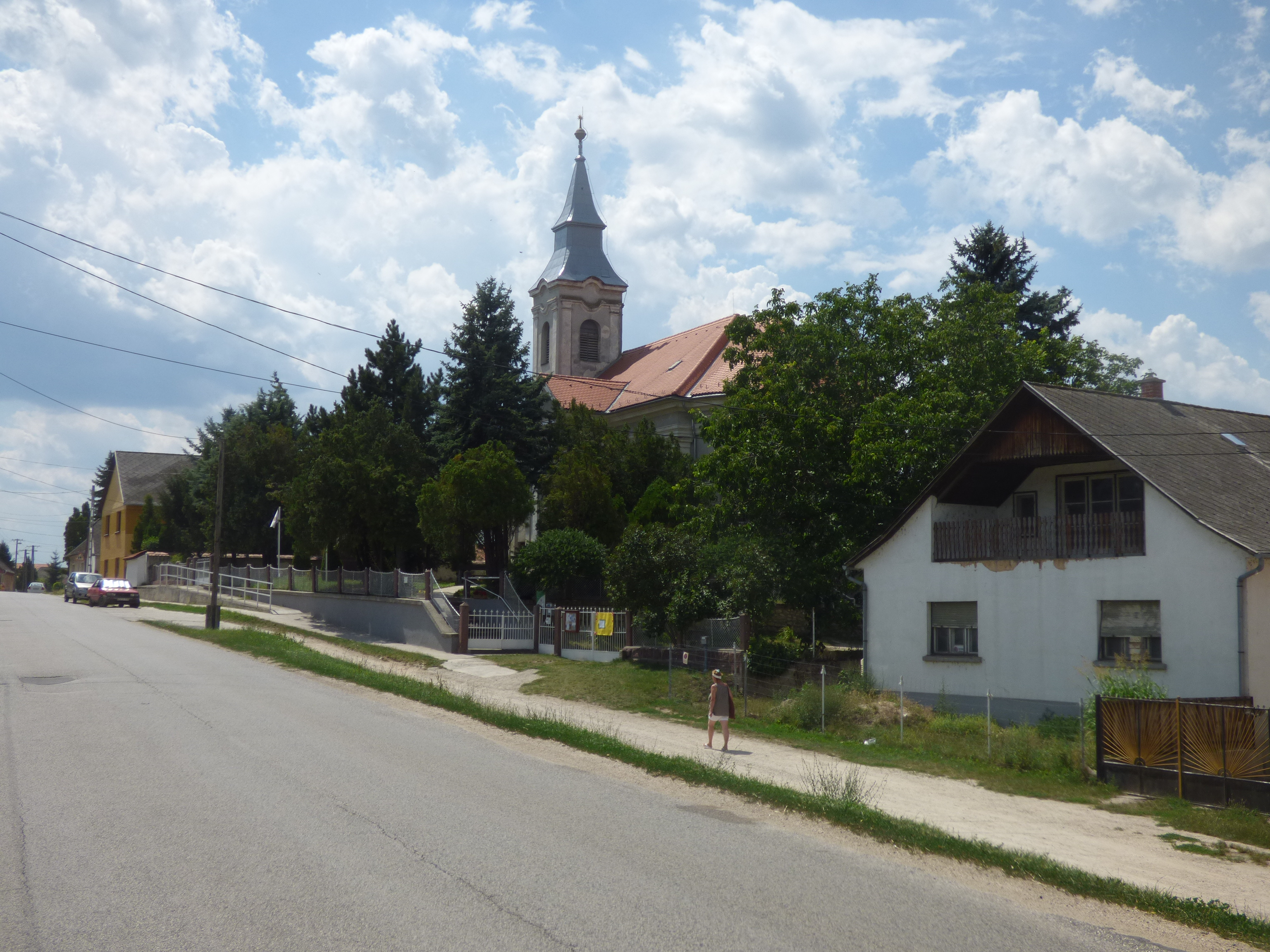
Papkeszi központja
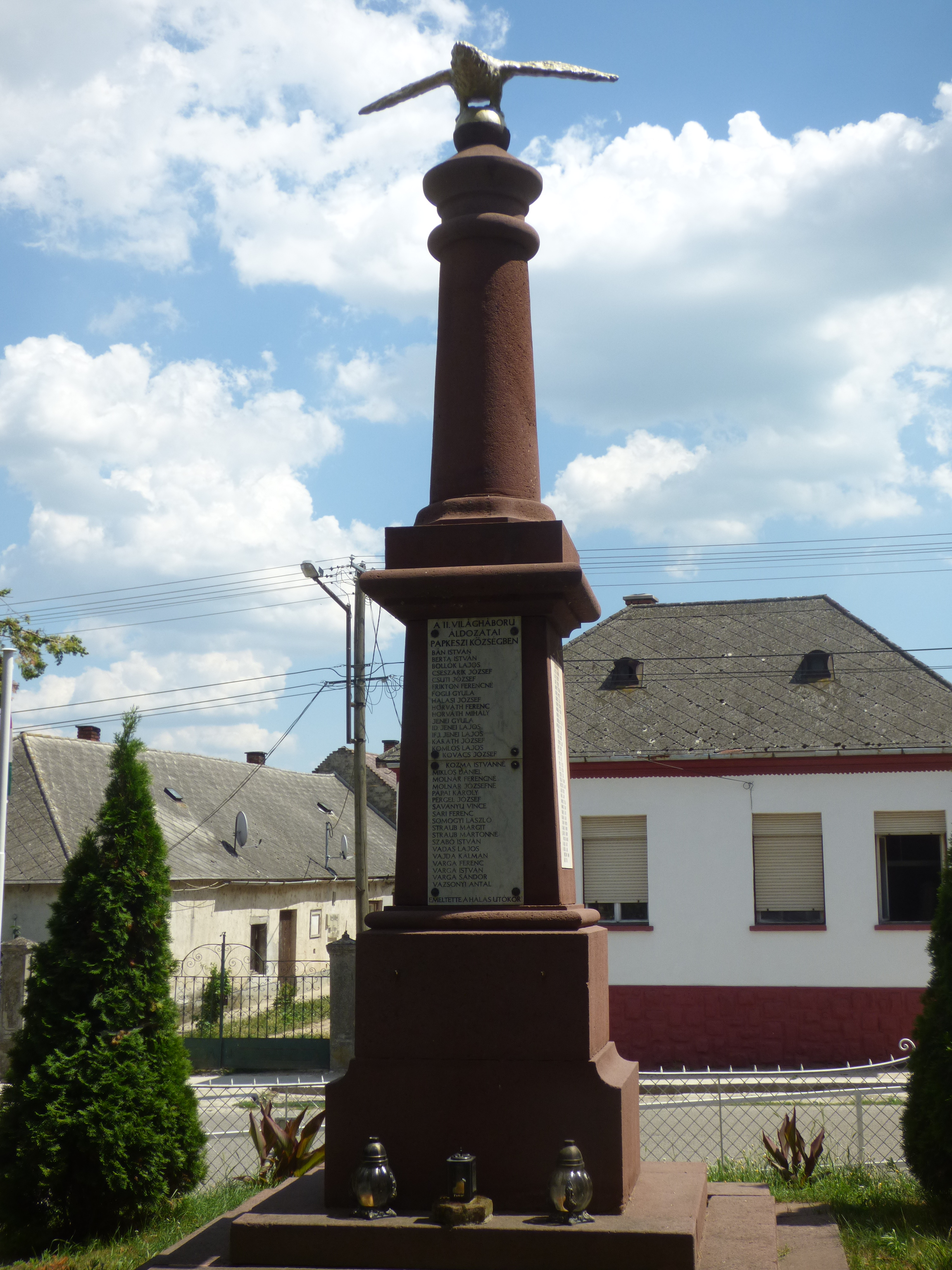
Hősi emlékműve
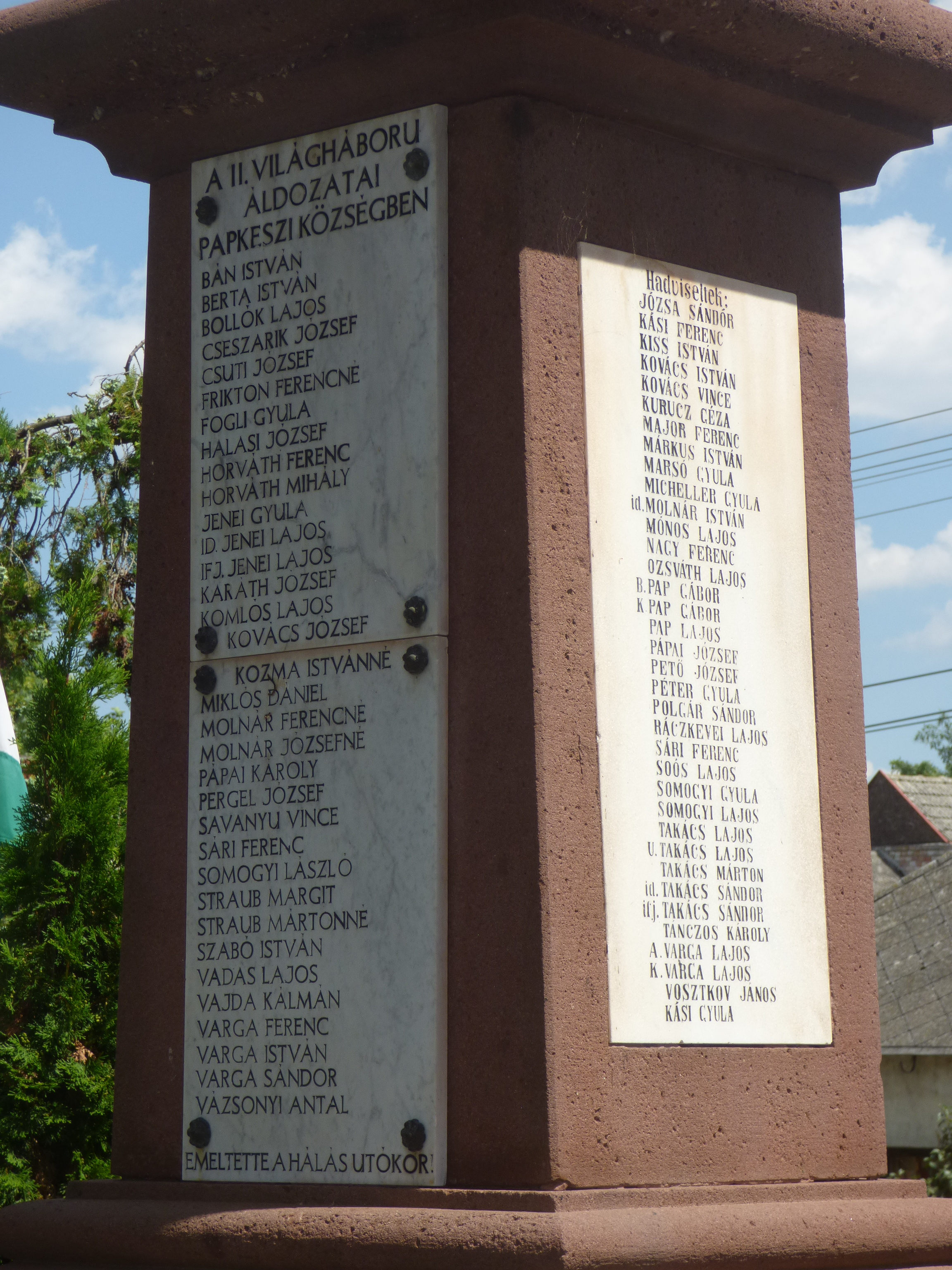
Második világháborús áldozatok és hadviseltek névsora a hősi emlékművön
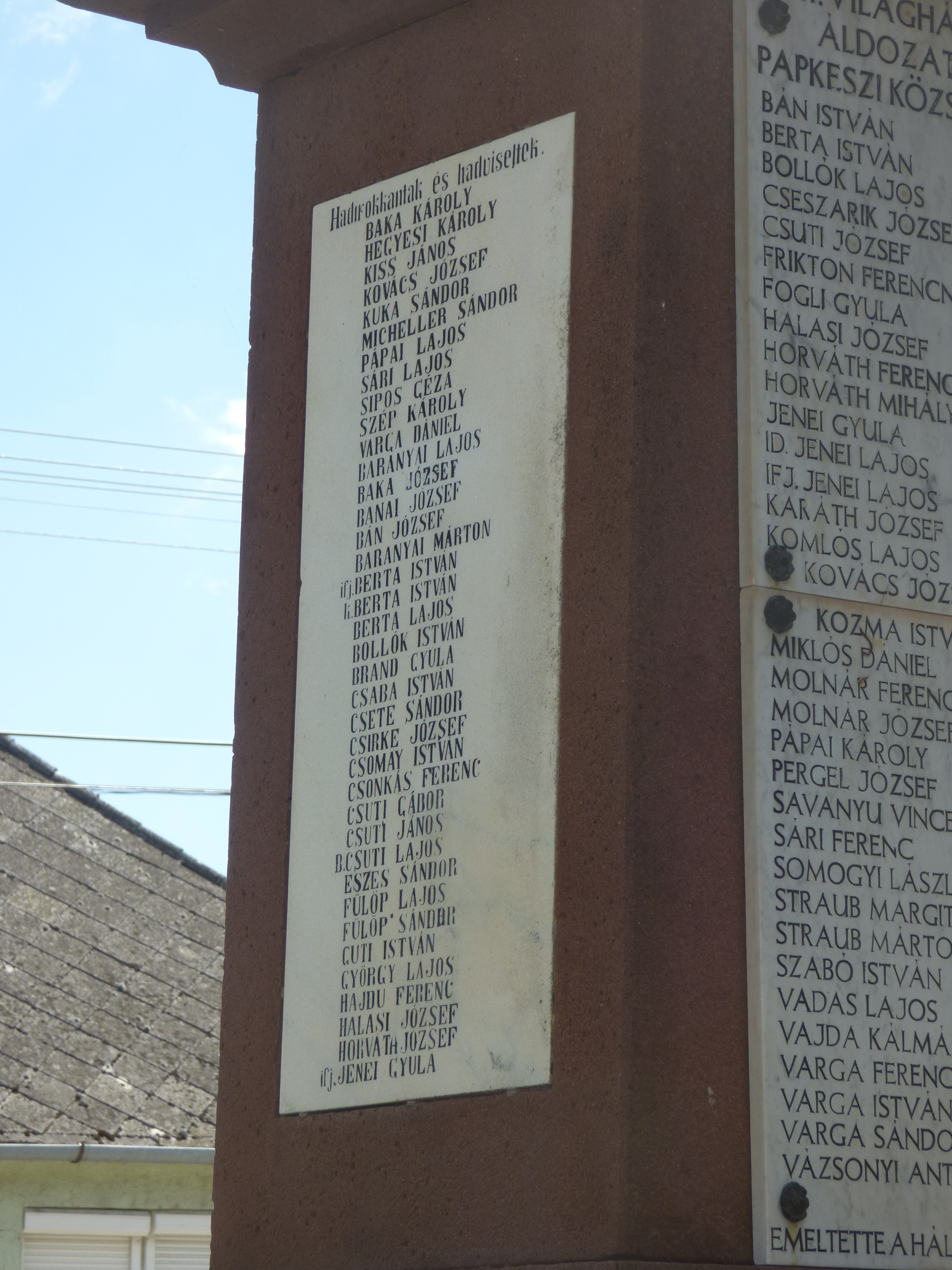
Második világháborús hadirokkantak és hadviseltek névsora a hősi emlékművön
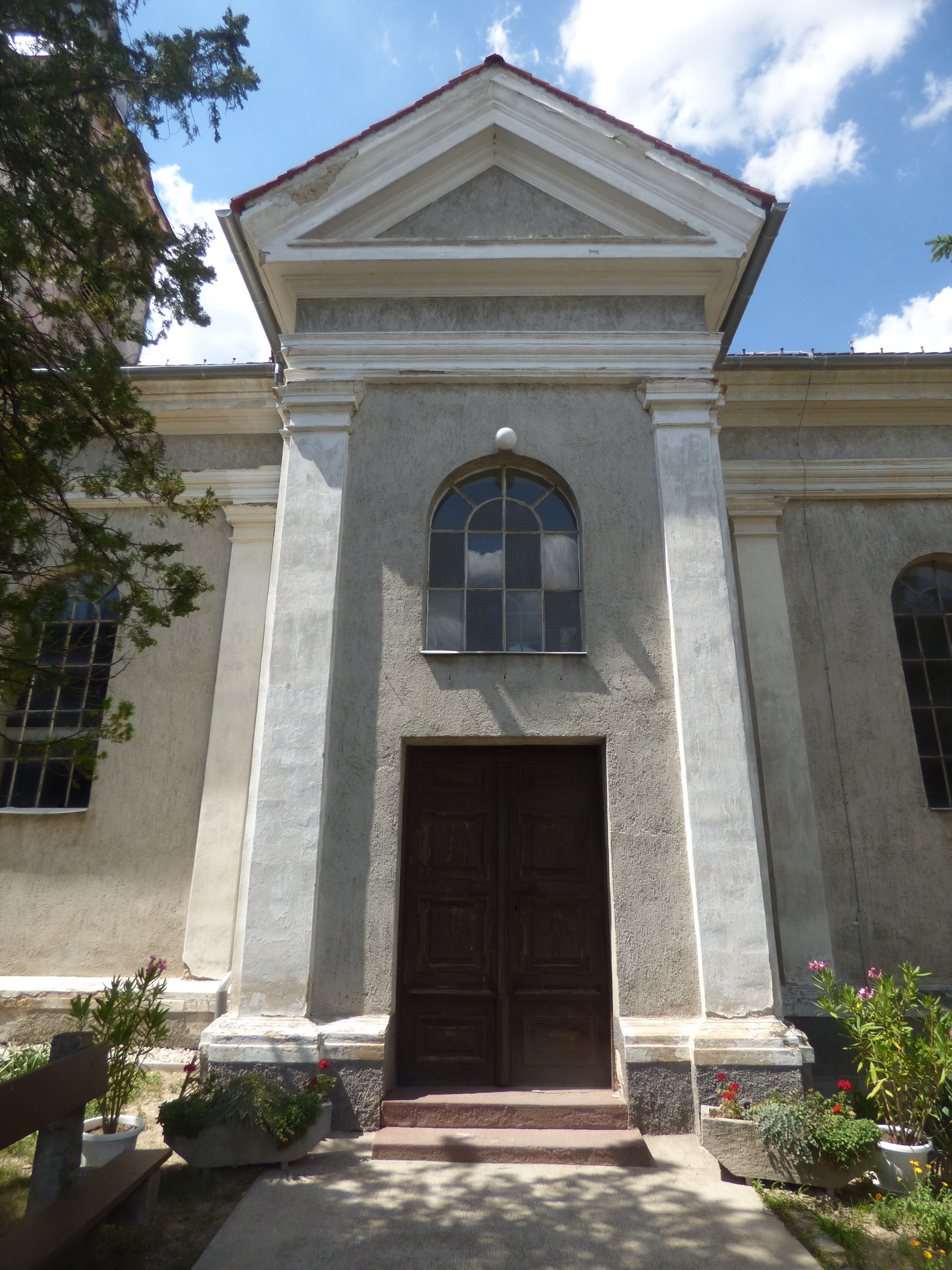
A református templom bejárata
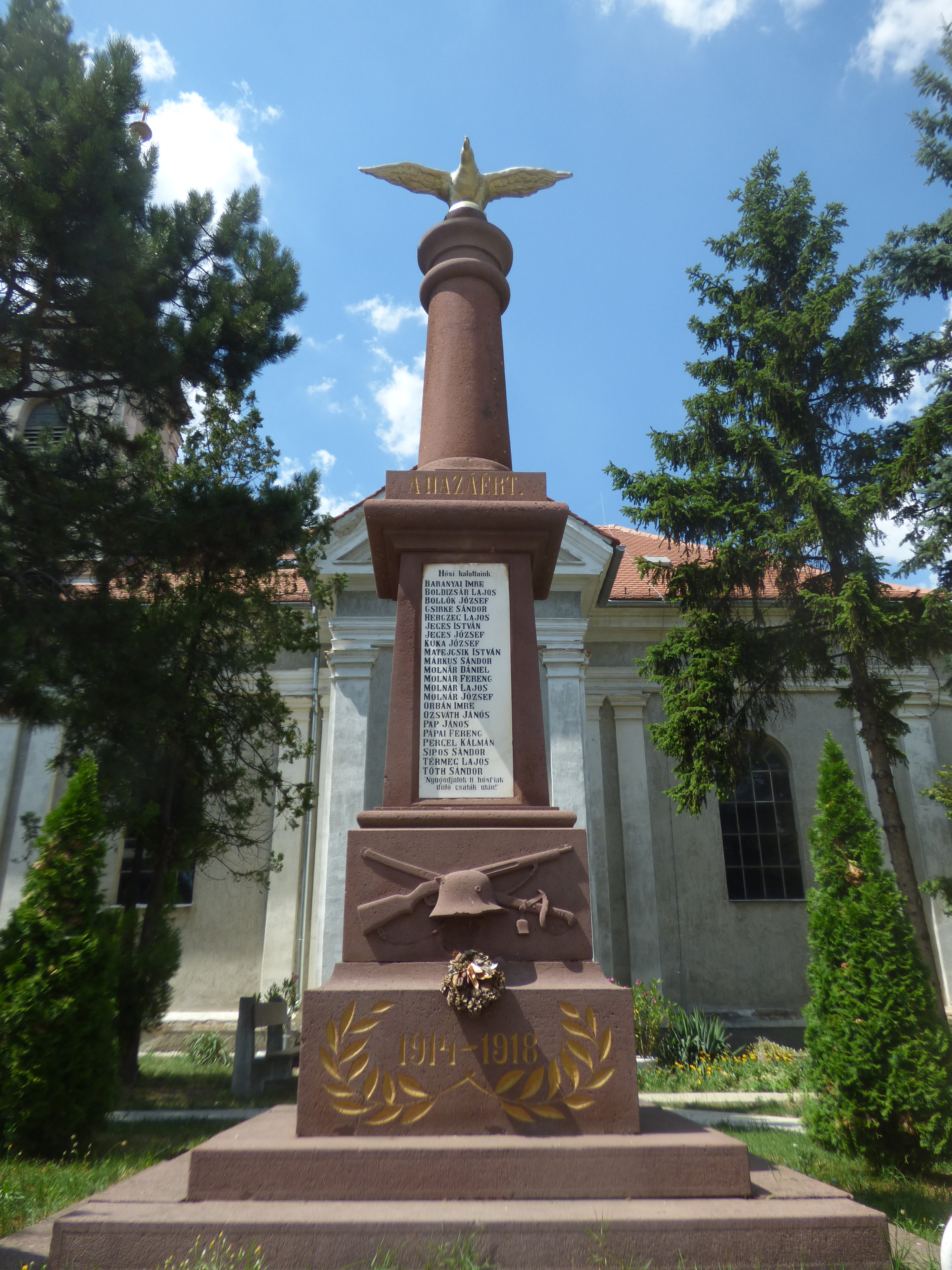
Hősi emlékmű a templom előtt
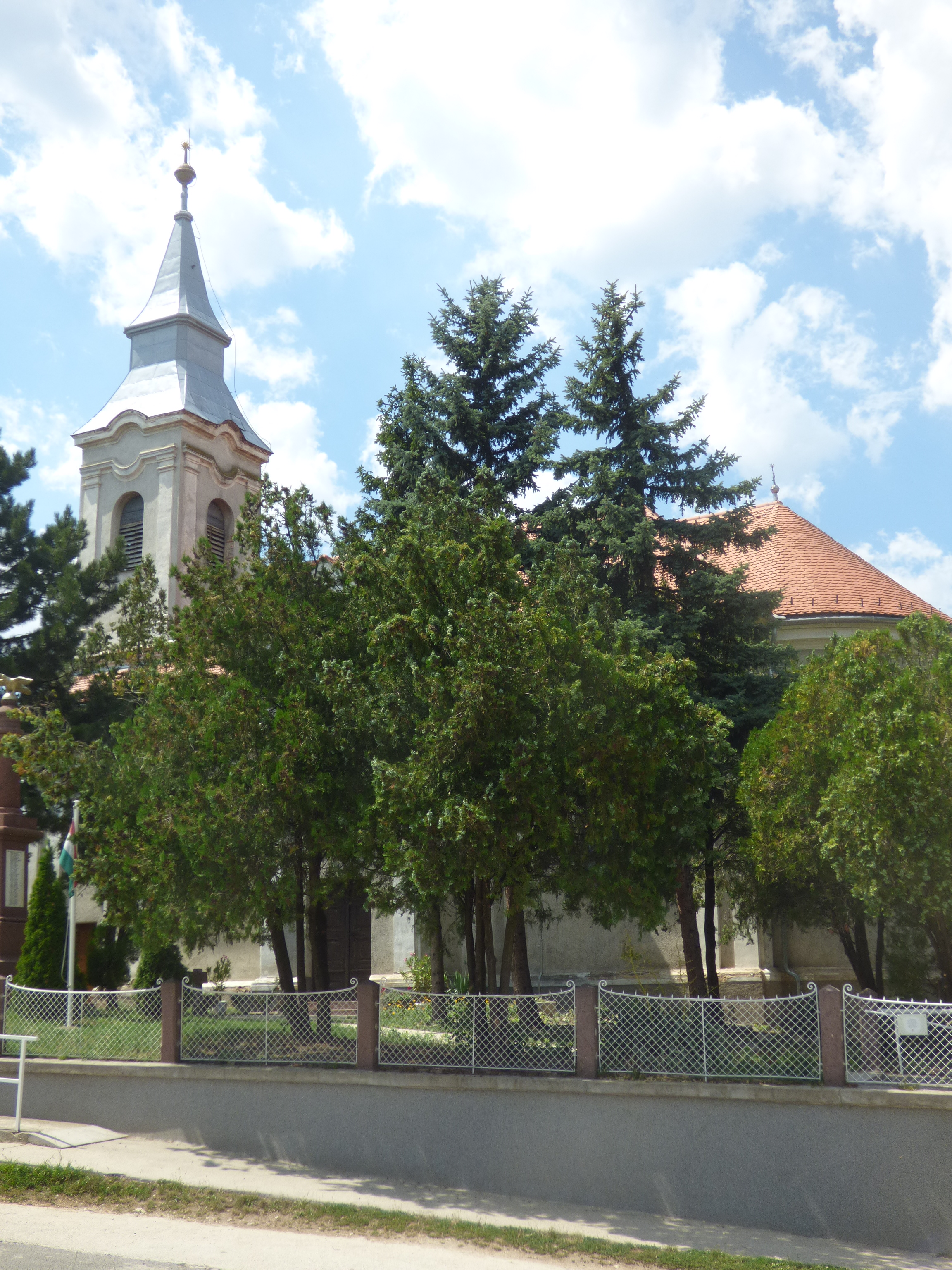
Református temploma a főútról nézve